# Alicia Stolle
Alicia Stolle (n. 17 iunie 1996, Ahlen, Renania de Nord-Westfalia, Germania) este o jucătoare germană de handbal ce joacă pentru clubul FTC-Rail Cargo Hungaria și pentru echipa națională de handbal feminin a Germaniei.
Aceasta face parte din lotul național începând de la Campionatul European de Handbal Feminin din 2016 desfășurat în Suedia.

## Palmares
- Nemzeti Bajnokság I:
  -  Câștigătoare: 2021

- Magyar Kupa:
  -  Câștigătoare: 2022, 2023[4]

## Distincții individuale
- All-Star Right Back la Campionatul European de Handbal Feminin din 2018[5]